# Bento Bento

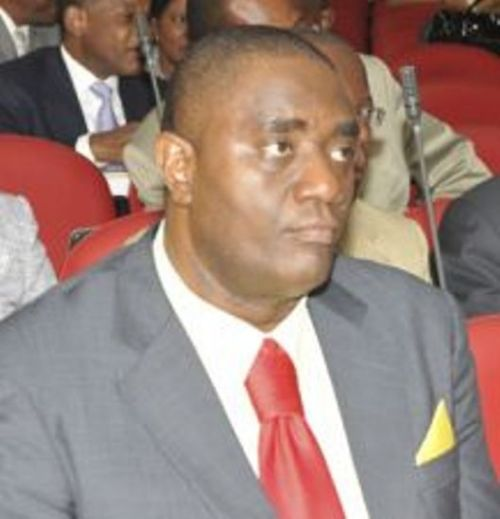
Bento Bento (2013)

Bento Joaquim Sebastião Francisco Bento ist ein angolanischer Politiker der Movimento Popular de Libertação de Angola (MPLA).

## Leben
Bento Joaquim Sebastião Francisco Bento absolvierte ein Studium der Politikwissenschaften, das er mit einem Magister beendete. 1992 wurde er stellvertretender Generaldirektor des Getränkeunternehmens Cuca BGI. In den Jahren 2011 bis 2014 fungierte er Gouverneur der Provinz Luanda und wurde bei der Wahl vom 31. Dezember 2012 wurde er auf der Landesliste der Movimento Popular de Libertação de Angola (MPLA) erstmals zum Mitglied der Nationalversammlung (Assembleia Nacional) gewählt. Er war zeitweise Mitglied des Politbüros sowie Erster Sekretär des Zentralkomitees (ZK) der MPLA und auch Mitglied des ZK der MPLA, dem er auch heute noch angehört. Darüber hinaus war er Zweiter Vizepräsident der Nationalversammlung.
Nach seiner Wiederwahl bei der Wahl vom 23. August 2017 wurde er Mitglied der 4. Parlamentskommission (4ª Comissão: Administração do Estado e Poder Local), die für Staats- und Kommunalverwaltung zuständig ist.